# Dobrsko Selo
Dobrsko Selo (en serbe cyrillique: Добрско Село) est un village du sud du Monténégro, dans la municipalité de Cetinje.

## Démographie

### Évolution historique de la population[1]
| 1948 | 1953 | 1961 | 1971 | 1981 | 1991 | 2003 |
| ---- | ---- | ---- | ---- | ---- | ---- | ---- |
| 337  | 331  | 287  | 205  | 166  | 97   | 132  |